# La Ségalassière
Ségalassière é uma comuna francesa na região administrativa de Auvérnia-Ródano-Alpes, no departamento de Cantal. Estende-se por uma área de 6,5 km². Em 2010 a comuna tinha 139 habitantes (densidade: 21,4 hab./km²).